# Sabro
La sabro es una variedad de uva (Vitis vinifera) blanca autóctona de las islas Canarias (España). Tiene racimo de tamaño mediano y poco compacto; sus bayas son de tamaño medio, forma ovalada y color amarillo-verdoso.
Está recomendada para la comunidad autónoma española de Canarias, según la Orden APA/1819/2007, por la que se actualiza el anexo V, clasificación de las variedades de vid, del Real Decreto 1472/2000, de 4 de agosto, que regula el potencial de producción vitícola. Es notable su participación en las denominaciones de origen Abona, La Palma e Ycoden-Daute-Isora.
Sabro también es el nombre de una empresa en Guatemala dedicada desde el año 2000 a brindar servicios de hosting y diseño de páginas web